# Solenopsis fugax
Solenopsis fugax là một loài kiến của chi Solenopsis. 
Đây là thành viên duy nhất của chi của nó có nguồn gốc ở Quần đảo Anh, và mặc dù hiếm có, nó đã được thực hiện bởi Horace Donisthorpe tại một số địa phương trên bờ biển phía Nam nước Anh, bao gồm cả Sandown và Shanklin trên đảo Wight, và cũng khu vực tây nam của Lyme Regis. 
Loài này là một con kiến trộm và thường có tổ của nó gần một loài khác, ăn cắp thực phẩm bằng cách xâm nhập vào thuộc địa nước ngoài qua những đường hầm nhỏ được đào từ tổ của chúng.
Khi loài kiến này phát hiện thấy buồng trứng, chúng sẽ xả khí độc giống như hơi cay, đẩy lùi những con kiến khác. Chúng đào hầm và xịt hơi cay xuống đó để xua toàn bộ kiến trưởng thành phải tháo chạy, sau đó ăn sống trứng cướp được. Đáng chú ý, chất độc từ kiến ăn ấu trùng đủ để khiến cho 18 loài kiến khác nhau phải tránh xa trong vòng 1 giờ đồng hồ.

## Mối liên hệ
Solenopsis fugax là một họ hàng gần gũi của một số loài nhiệt đới thuộc chi Solenopsis, một số trong số họ hàng gần đó là Solenopsis geminata, Solenopsis molesta và Solenopsis invicta. Điểm khác biệt chủ yếu là do solenopsis fugax thích nghi ôn hòa vào mùa đông để tránh lạnh khắc nghiệt và thiếu thức ăn được tìm thấy trong những môi trường ôn hòa này. Solenopsis fugax cũng được phân cách bằng màu nhẹ hơn.